# Montord
Montord ist eine französische Gemeinde mit 209 Einwohnern (Stand: 1. Januar 2022) im Département Allier in der Region Auvergne-Rhône-Alpes (vor 2016 Auvergne). Sie gehört zum Arrondissement Vichy und ist Mitglied im Gemeindeverband Communauté de communes Saint-Pourçain Sioule Limagne. Die Bewohner werden Montorois und Montoroises genannt.

## Geografie
Montord liegt etwa 38 Kilometer südsüdwestlich von Moulins und 25 Kilometer nordwestlich von Vichy. Umgeben wird Montord von den Nachbargemeinden Louchy-Montfand im Norden, Saint-Pourçain-sur-Sioule im Osten, Chareil-Cintrat im Süden sowie Cesset im Westen.

## Bevölkerungsentwicklung
| Jahr                       | 1962 | 1968 | 1975 | 1982 | 1990 | 1999 | 2006 | 2011 | 2016 | 2019 |
| Einwohner                  | 259  | 229  | 286  | 194  | 208  | 236  | 250  | 224  | 211  | 219  |
| Quellen: Cassini und INSEE |      |      |      |      |      |      |      |      |      |      |

## Sehenswürdigkeiten
Siehe: Liste der Monuments historiques in Montord